# هاميس بوسريس
هاميس بوسريس (بالفرنسية: Hames-Boucres)‏ هي بلدية تقع في إقليم باد كاليه من منطقة نور با دو كاليه في شمال فرنسا. تبلغ مساحة هذه المدينة 12.82 (كم²)، وترتفع عن سطح البحر 5 م، يبلغ عدد سكانها 1106 نسمة حسب إحصاء المعهد الوطني للإحصاء والدراسات الاقتصادية سنة 2009 م. وترأس René Lotte البلدية خلال فترة (2008-2014).